# チャミサル紛争

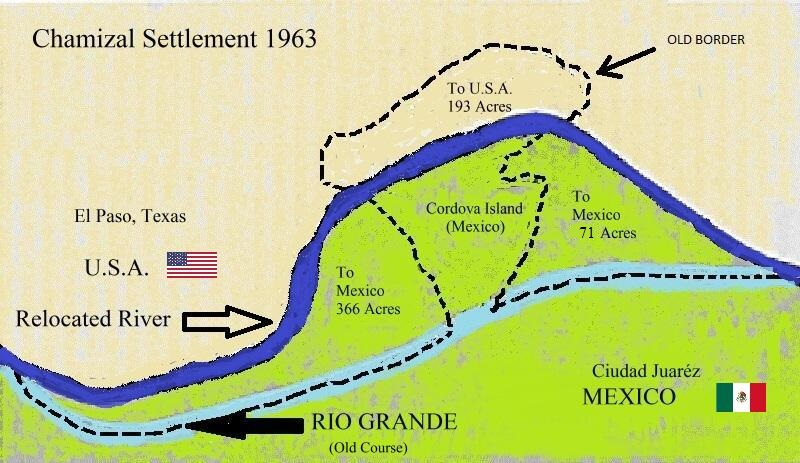
1963年に最終合意した両国領土の地図

チャミサル紛争（チャミサルふんそう）とは、アメリカ合衆国テキサス州エルパソとメキシコ チワワ州シウダー・フアレス間にあるおよそ 600エーカー（2.4平方キロメートル）の土地に関する米墨間の国境論争。元々の国境線は1852年に測量と標識設置が行われたが、その後リオ・グランデ川が流路蛇行し、流路と河床に差異が生じたことがそもそもの原因である。
スペイン語の “chamizal”（チャミサル）とは紛争地一帯を覆うソルトブッシュ (Atriplex canescens) の一般名である “chamizo” に由来している。

## 発端
グアダルーペ・イダルゴ条約（米墨戦争の講和条約）およびその後の1884年の国際国境に関する条約により、両国国境はリオ・グランデ川（メキシコ名はリオ・ブラーボ）の流路中央線と定められた。これによると、河道や護岸に変化が生じた際は、それに応じて国境も移動するが、条件としてこの流路変化は自然なもので、かつ緩やかに変化していくものに限るものとされた。この条文はそれまでの国際河川のしきたりに倣ったもので、流路の変化は自然な堆積物によるものであって、洪水等で突然に生じる短絡等によるものは認められず、その場合は、従前の流路をそのまま国境とすることとされていた。
1852年から1868年にかけて、全般として南側への流路蛇行が少しずつ進行したが、1864年の洪水を原因とする蛇行量が一番大きかった。結果として、1873年までにそれまでメキシコ領とされた部分がおよそ600エーカー（2.4平方キロメートル）減少した。米国側に新しく生じた土地は「エル・チャミサル (El Chamizal)」と呼ばれ、エルパソ市（米国）に編入され人が住み着いた。米墨両国が領有を主張した。1895年には当該土地を所有していたメキシコ市民らが洪水による急激な流路変化は国境線に影響しないとして、当該土地の返還を求めてフアレス上級請求裁判所に告訴を行った。
1899年に両国は洪水防止を目的として馬蹄形に蛇行した河道をショートカットする水路の工事を行った。これにより385エーカー（1.5平方キロメートル）の土地が川の米国側に生まれたが、人工的な流路変更では国境線は変わらないのでこの土地はメキシコ領のままで飛び地となり、コルドバ島(Isla de Córdoba)と呼ばれるようになった。飛び地のため現地当局も全くといってよいほど統轄管理ができなかったため、不法入国の中継地や犯罪者の逃避場所になっていった。

## 論争と議論

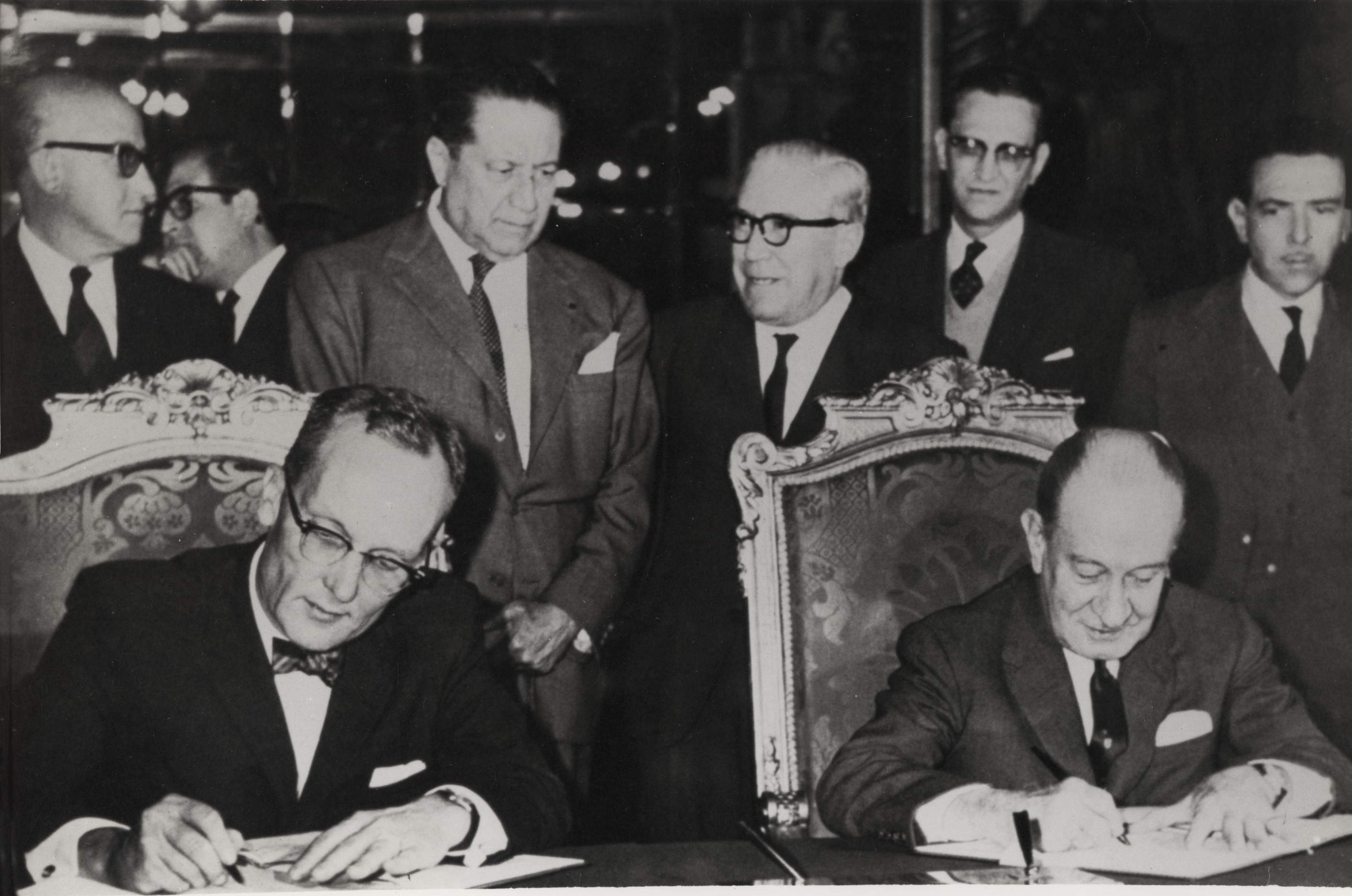
米国駐墨大使トーマス・マン（Thomas C Mann、左）とメキシコ外務長官マヌエル・テヨ・バウラウド（Manuel Tello Baurraud、右）による署名。1963年8月29日、メキシコシティ

1909年、シウダー・フアレスとエルパソの両市においてポルフィリオ・ディアス（メキシコ大統領）とウィリアム・タフト（米国大統領）の国家元首同士による首脳会談が計画された。米国大統領がメキシコの地を踏む初めての機会だった。しかし、エル・チャミサルにはいずれの国の国旗も掲げずに中立地であるかのような演出がなされたにもかかわらず両国の緊張状態は高まった。テキサス・レンジャー、4,000人に上る米墨両国の軍隊、米国シークレットサービスや連邦警察、連邦保安官などが警備のために召集された。著名なスカウト活動家であったフレデリック・ラッセル・バーナム (Frederick Russel Burnham) は、ジョン・ヘイズ・ハモンド（タフトとはエール大学時代からの親友で、1908年の大統領選挙ではタフトの副大統領候補の一人となった。またメキシコに巨額の投資をしていた）が私的に雇った250人の警備隊の指揮官を務めた。首脳会談当日の10月16日、バーナムとテキサス・レンジャーである C.R.ムーア (Moore) はパレード沿道に建つエルパソ商工会議所ビルでパームピストルを隠し持つ男を見つけた。二人はこの男を取り押さえて銃を取り上げ逮捕した。ディアスとタフトの二人からわずか数フィートの距離だった。
1910年、米墨両国はこの問題を、1899年に設立され国際国境委員会 (International Boundary Commission) に委ねることにした。裁定委員会が設けられ、これに米墨両国代表およびカナダの法律家であるユージーン・ラフレールが加わり議長役を務めた。この委員会において、それぞれの年についてその流路蛇行が自然で緩やかのもので、1884年の条約が適用されるべきか否かを検討した。メキシコは境界線は全く変わっておらず、したがってチャミサル地帯は法律的にもメキシコの領土であると主張した。一方米国は、流路蛇行はすべて緩やかなものであり1884年条約が適用される。だからチャミサル地帯はすべて米国に属すると主張した。
委員会はその勧告として、1864年の洪水の年までの流路変化は自然なものであり、そこまでが米国領、その後の流路変化による部分はメキシコ領のままとするとした。米国はこの勧告を拒絶して従わなかった。これが当該チャミサル紛争に限らず両国政府間に潜在していた各種の不仲に更なる火をつけることになった。
1911年から1963年にかけて、歴代の両国大統領がこの問題の解決に努力した。借金の帳消しやリオ・グランデ川沿いの代替地の提供、当該地域の直接購入、この問題をリオ・グランデ批准プロジェクト (Rio Grande Ratification Project) に組み入れるなどの提案がなされたがどれもうまくいかなかった。最終的には、ジョン・F・ケネディが自ら提唱した進歩のための同盟 (Alliance of Progress)、および既存の米州機構の結束を強くすることを理由として1911年の勧告を受け入れることで解決を見た。

## 決着

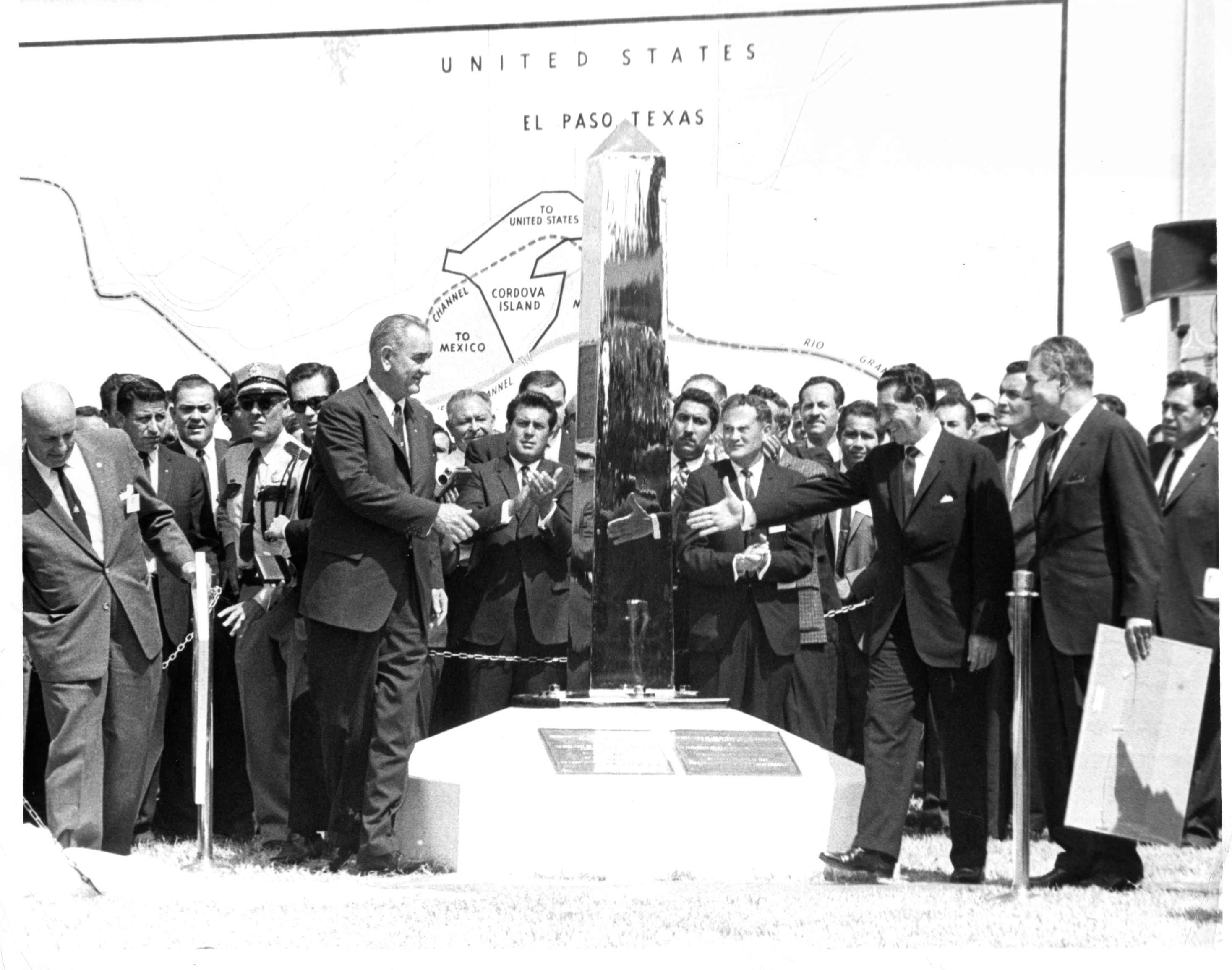
一緒に新しい国境標識の除幕を行う米大統領リンドン・ジョンソン（左）とメキシコ大統領アドルフォ・ロペス・マテオス（右）、1964年9月25日

国境論争が公式に終結したのは、米墨両国が1911年の裁定勧告を原則受け入れる条約を批准した1964年1月14日である。これによりメキシコはチャミサル地域の366エーカー（1.48平方キロメートル）とコルドバ島東部周辺の71エーカー（0.29平方キロメートル）を得た。政府間での金銭の遣り取りはなかったが、米国政府はメキシコに渡った土地にあった382の建造物の補償としてメキシコの民間銀行から補償を受け取った。またメキシコのコルドバ島のうち193エーカー（0.78平方キロメートル）を得た。河川改修の費用は等分で負担することとした。1964年、当時の両国大統領アドルフォ・ロペス・マテオスとリンドン・ジョンソンはこの係争地の国境線上で最終決着のための会談を持った。1963年9月17日、米国議会は1964年チャミサル会議法を可決して、公式にこの問題に終止符を打った。そして1967年の10月にはジョンソンおよびディアス・オルダス両大統領が国境線上で落ちあい、ここで最終決着を宣言した。
このチャミサル会議の一つの目的は人工の放水路を建設し、リオ・グランデ川が再び流路の変化を起こして国境線が不確定になるのを防止することだった。コンクリート製の放水路は幅51メートル、深さ4.6メートルで、建設費は3本の橋を含めて両国で負担した。

## その後
メキシコ側には1970年からエル・チャミサル連邦公園が作られ、この地域は教育・文化・スポーツ目的のみに使用されることになった。公園は約124ヘクタールの広さがあり、2013年にはセバスティアン (es:Enrique Carbajal) 作の「メキシコ国民性のモニュメント」 (es:Monumento a la Mexicanidad) という高さ60メートルのXの形をした記念物が作られた。また先コロンブス期のメキシコ文化に関するエル・チャミサル考古博物館が1976年に開館した。
米国は1974年、その訪問者に両国の協調、外交、文化的重要性が問題解決の基礎となったことを周知する目的でチャミザル国立記念博物館 (Chamizal National Memorial) を建設した。

## 外部参照
- Reports of International Arbitral Awards – The Chamizal Case
- Handbook of Texas Online: Chamizal Dispute